# Pandemia de COVID-19 en Dakota del Norte
El primer caso de la pandemia de enfermedad por coronavirus en Dakota del Norte, estado de los Estados Unidos, inició el 11 de marzo de 2020. Hay 1.323 casos confirmados, 582 recuperados y 31 fallecidos.

## Cronología

### Marzo
El 11 de marzo, se confirmó el primer caso del estado, en el condado de Ward.
El 17 de marzo, el gobierno estatal confirmó cuatro casos más, incluidos dos en el condado de Burleigh, uno en el condado de Cass y uno en el condado de Ward, para un total de cinco en el estado. Los cinco eran personas que habían viajado recientemente fuera del estado.
El 19 de marzo, el gobernador Doug Burgum emitió una orden ejecutiva que limitaba el acceso a las instalaciones estatales. Burgum restringió los restaurantes y bares al servicio de comida para llevar, entrega, drive-through y off-sale, así como también ordenó salas de cine, otros lugares de entretenimiento y gimnasios cerrar hasta el 6 de abril.

### Abril
El 8 de abril, el Departamento de Salud de Dakota del Norte y el desarrollador de aplicaciones ProudCrowd, lanzaron la aplicación Care19. La aplicación está diseñada para rastrear la ubicación de los ciudadanos e identificar a aquellos que pueden haber estado en contacto con personas que dieron positivo. Sin embargo, la aplicación ha sido criticada por no rastrear a sus usuarios con precisión y ha tenido problemas para obtener descargas.
El 18 de abril, Dakota del Norte experimentó su mayor aumento en los casos confirmados por COVID-19 después de que se confirmó un brote en una planta de fabricación de LM Wind Power en Grand Forks.